# NOW Christmas 2010
NOW Christmas 2010 er et dansk opsamlingsalbum udgivet 1. november 2010 af EMI Music. 

## Spor

### Cd 1
1. Queen – "Thank God It's Christmas"
2. Drengene Fra Angora – "Jul i Angora"
3. Band Aid II – "Do They Know It's Christmas"
4. Pet Shop Boys – "If Doesn't Often Snow at Christmas"
5. Otto Brandenburg – "Søren Banjomus"
6. Cliff Richard – "Mistletoe & Wine"
7. D:A:D – "Sad Sad X-Mas"
8. Caroline Henderson – "Vil du være min i nat"
9. Roy Wood & Wizzard – "I Wish It Could Be Christmas Everyday"
10. Cartoons – "Santa Claus Is Coming To Town"
11. Olivia Newton-John & Michael McDonald – "All Through The Night"
12. Sanne Salomonsen & Nikolaj Steen – "Vi lover hinanden"
13. Julie Bertelsen & Martin Brygmann – "Jesus & Josefine"
14. Søren Sko – "Min engel"
15. Spice Girls – "Sleigh Ride"
16. Gnags – "Der sidder to nisser"
17. John Mogensen – "Bjældeklang-Kender I den om Rudolf"
18. Ashley Tisdale – "Last Christmas"
19. Julie Maria & Alis – "Pagten – Uden hinanden"
20. Sinne Eeg & Bobo Moreno – "Baby, It's Cold Outside"
21. "Tuborg Julebryg Jingle"

### Cd 2
1. John Lennon & Yoko Ono – "Happy X-Mas"
2. Anden – "Jul på Vesterbro"
3. Chris Rea – "Driving Home for Christmas"
4. Shu-Bi-Dua – "Rap Jul"
5. Mel & Kim – "Rockin' Around the Christmas Tree"
6. Flemming 'Bamse' Jørgensen – "Jul på Vimmersvej"
7. Kylie Minogue – "Santa Baby"
8. Nordstrøm – "Danmark, det er jul"
9. Dean Martin – "White Christmas"
10. Bossen og Bumsen – "Op til jul"
11. The Pretenders – "Have Yourself A Merry Little Christmas"
12. Nanna & Martin Brygmann – "Alle ku' se det ske"
13. Bill Haley & His Comets – "Jingle Bell Rock"
14. Monrad & Rislund – "Jul igen (Remix)"
15. Kate Bush – "December Will Be Magic Again"
16. Tommy Seebach – "Vi ønsker jer alle en glædelig jul"
17. Natalie Cole – "Jingle Bells"
18. Laid Back – "So This Is X-Mas"
19. Søs Fenger – "Jeg holder øje med dig" (Ny version)
20. Linda Ronstadt – "When You Wish upon a Star"
21. Achmed The Dead Terrorist – "Jingle Bombs"